# Youngia altaica
Youngia altaica là một loài thực vật có hoa trong họ Cúc. Loài này được Czerep. miêu tả khoa học đầu tiên năm 1964.